# Marten Toonder

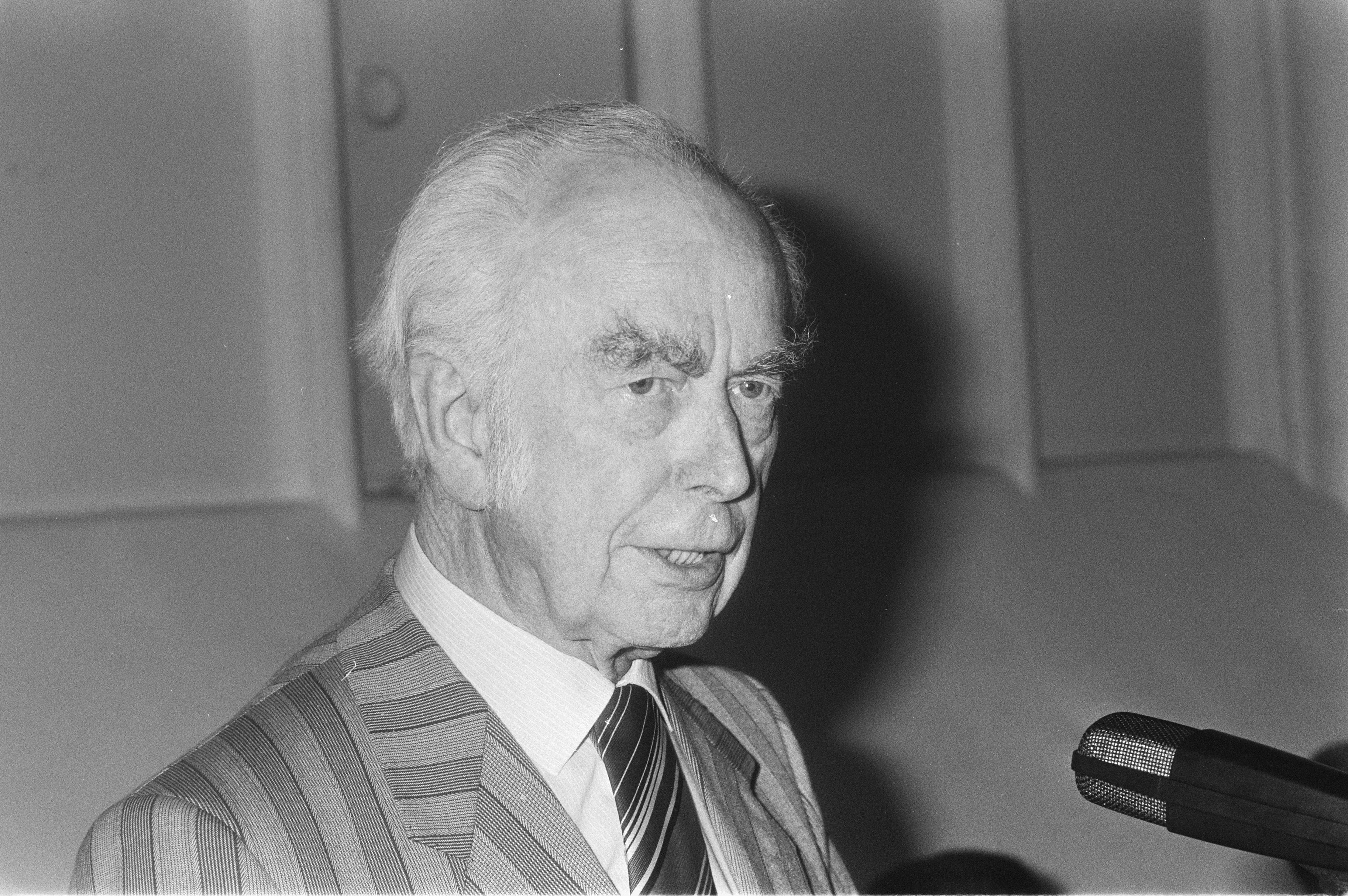
Marten Toonder (1986).

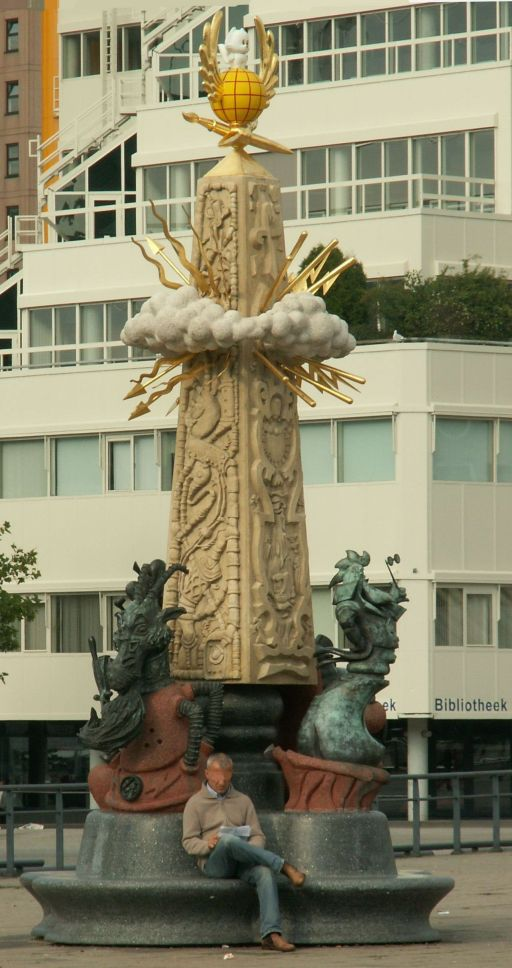
Monumento homenaje a Marten Toonder.

Marten Toonder (Róterdam,  Holanda Meridional, 2 de mayo de 1912-Laren, Holanda Septentrional, 27 de julio de 2005) fue un famoso historietista neerlandés.

## Biografía
Nació en Róterdam. Mientras visitaba Argentina con su padre, que era capitán de navío, conoció al historietista Dante Quinterno, quien le animó a seguir su oficio. Su primera historieta se imprimó en un diario sueco en 1938. Desde 1941 hasta 1986, se imprimieron en De Telegraaf, un diario neerlandés, sus historietas más importantes, hasta sobrepasar las 200 historias, reimpresas luego múltiples veces, representando las aventuras del oso Olivier B. Bommel y el gato Tom Poes, que le granjearon una gran popularidad; por otra parte, su peculiar lenguaje ha influido en el idioma neerlandés al acuñar numerosos neologismos hoy en día corrientes. 
En 1935, Toonder se casó con su joven vecina Afine Kornélie 'Phiny' Dick. En 1964 se mudaron a Irlanda, a una parte de ese país muy parecida al paisaje que reflejan sus historietas; allí habitaron largo tiempo. Dick falleció en 1990; Toonder casó de nuevo en 1996 con Tera de Marez Oyens; al morir su segunda esposa, también en 1996, retornó a Holanda. Falleció mientras dormía, la mañana del 27 de julio del 2005, en la Rosa Spierhuis, una casa de reposo para artistas situada en Laren (Holanda).
Sus historietas no poseen el formato común, sino que consisten en tres viñetas cuyo texto, en vez de figurar en "bocadillos", se sitúa abajo, de forma que también se puede leer sin dibujos. Si bien sus historietas se destinaban al público infantil, fueron ganando interés entre los adultos a causa de su sutil humor y su subterránea crítica social. Hoy en día su obra es considerada literaria, aunque su singular estilo ha impedido traducirla adecuadamente a otros idiomas.

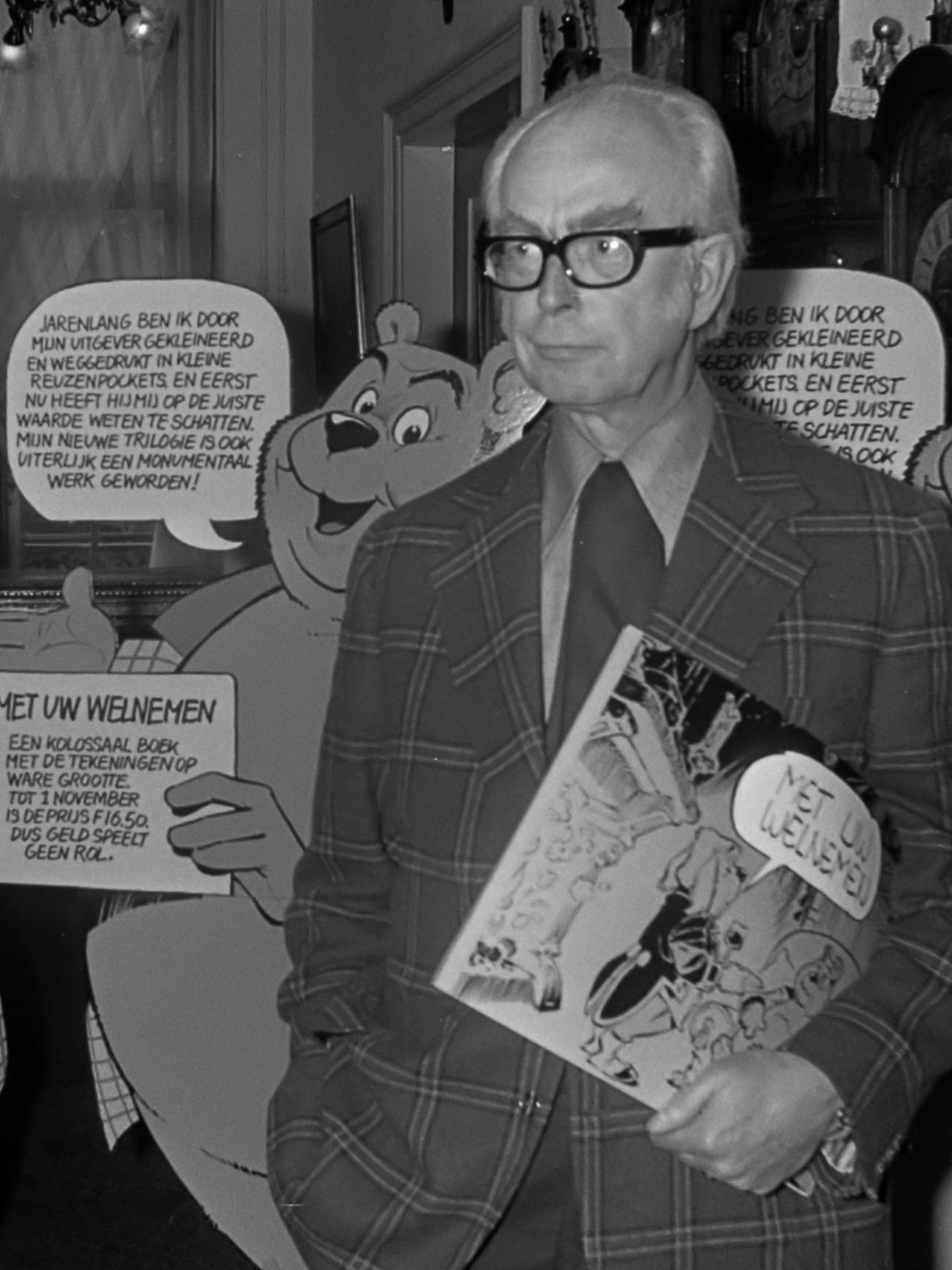
Olivier y Toonder (1973).

- Datos: Q741744
- Multimedia: Marten Toonder / Q741744